# Маленький мотороллер
«Ма́ленький моторо́ллер» (эст. Väike motoroller) — кукольный мультфильм режиссёра Хейно Парса, созданный на студии «Таллинфильм» в 1962 году.

## Сюжет
Пытаясь найти работу, маленький мотороллер попадает к детям в садик.
О маленьком, но храбром и отважном мотороллере, который случайно остался один на улице... Пройдя много дорог по свету, преодолев различные испытания, он доказал, что может быть полезен людям.

## Создатели
- Режиссер: Хейно Парс
- Сценарист: Эно Рауд
- Оператор: Калью Курепыльд
- Художники: Георгий Щукин, Линда Верник
- Аниматоры: Евгения Леволль, Калью Курепыльд, Пеэтер Кюннапу, Элла Руизо, Лиза Ауристе
- Композитор: Арво Пярт
- Звукорежиссёр: Харальд Ляэнеметс
- Директор: Аркадий Пессегов

## Интересный факт
- Сценарий к мультфильму написал знаменитый детский писатель Эно Рауд, а музыку сочинил композитор Арво Пярт. В 2010 году в Раквере проходили празднования 75-летия композитора. Частью мероприятия стала музыкально-игровое шоу, основанное в том числе на композициях из «Маленький мотороллер» — как одного из «безусловно эстонских звуковых сопровождений Пярта, по их национальной соотнесённости, простоте и популярности»[1].

## Съёмочный процесс
- Литературный сценарий завершён: 5 июля 1962 г.
- Срок подготовки фильма: 16 августа — 30 сентября 1962 г.
- Период съёмок: 1 октября — 9 декабря 1962 г.
- Монтаж: 10—27 декабря 1962 г.
- Сдача фильма: 28 декабря 1962 г.
- Бюджет: 28 680 сов. руб.[2]

## Критика
В 1962 году он дебютирует в режиссуре фильмом «Маленький мотороллер» и вскоре становится очень яркой и своеобразной фигурой эстонского кукольного киноцеха. Работу режиссёра Хейно Парс понимает как должность главного выдумщика и конструктора в творческой группе, изобретателя, который, умело пользуясь выразительными средствами мультипликации, смело сталкивает фантазию и действительность, реальное и вымышленное.
— Асенин С. В. «Мир мультфильма»